# Happy Valley (ort i Australien)
Happy Valley är en ort i Australien. Den ligger i kommunen Marion och delstaten South Australia, omkring 18 kilometer söder om delstatshuvudstaden Adelaide. Antalet invånare är 11 531.
Runt Happy Valley är det tätbefolkat, med 550 invånare per kvadratkilometer.. Närmaste större samhälle är Adelaide, omkring 18 kilometer norr om Happy Valley.
Runt Happy Valley är det i huvudsak tätbebyggt. Genomsnittlig årsnederbörd är 729 millimeter. Den regnigaste månaden är juni, med i genomsnitt 133 mm nederbörd, och den torraste är december, med 21 mm nederbörd.